# سرمایه مالی
سرمایه مالی از موضوعاتی است که در بحث راه‌اندازی هر سرمایه‌گذاری جدید مطرح می‌شود.
سرمایه مالی سرمایه ایست که بانک‌ها در اختیار دارند و صاحبان صنایع آن را بکار می‌برند.
بحث تأمین مالی به خصوص در کشورهای در حال توسعه از اهمیت دو چندانی برخوردار است؛ کشورهای در حال توسعه به منظور پیشرفت در عرصه‌های مختلف اقتصادی نیاز به منابع مالی فراوان دارند. در این کشورها برخی از پروژه‌ها را با تأمین مالی داخلی می‌توان انجام داد اما در پروژه‌های مهم و زیرساختی مورد نیاز کشور که امکان تأمین منابع کامل آن توسط دولت فراهم نیست مانند پروژه‌های نفتی، گازی، پتروشیمی و بسیاری از صنایع دیگر برای توسعه زیر ساخت‌ها برخورداری از منابع خارجی بسیار جدی است.
به عبارت بهتر اختصاص پول به مال را عمل فاینانس
می گویند.
در کشورهای صاحب صنعت پول(ازجمله ایران)، برای همگانی محتوای پولی با عنوان پروژه ، مراحل بسیار سخت و طاقت فرسائی طی می‌شود که به آن فرآوری پول گفته می‌شود.
این فرآیند درست قبل از تخصیص پول برای سرمایه‌داری صورت می‌گیرد.
سپس با احتساب اندازاهٔ بازار محصول پروژه که در مطالعه‌ی امکان‌پذیری آمده ، یک پیش بودجه به آن پروژه مفروض می‌شود.
سپس در طی مراحل پرداخت یک یا دو بار آن را افزایش یا بعضاً د مخصوصاً در پروژه‌های وزارتی کاهش می‌دهند. چون در پایان سال مالی مازاد بودجه می‌بایست به خزانه عودت گردد.

## انواع روش‌های تأمین مالی
انواع تأمین مالی شامل دریافت وام کوتاه یا بلند مدت، مشارکت در سرمایه‌گذاری، سرمایه‌گذاری به شرط خرید محصول، فروش سهام شرکت یا صدور اوراق قرضه (البته دو روش آخر برای شرکت‌های بزرگ مقدور است) و غیره انجام می‌گیرد.
تأمین مالی پروژه‌ها چه مربوط به بخش دولتی باشد و چه بخش خصوصی یا از طریق منابع داخل کشور صورت می‌گیرد یا از طریق جذب منابع خارجی. در هر کدام از این روش‌ها گزینه‌های مختلفی وجود دارد که کارفرمای پروژه با توجه به نیاز خود از یکی از این دو روش پروژه خود را تأمین مالی می‌کند. در ادامه هر کدام از این روش‌ها به تفصیل بررسی می‌شود.

### انواع روش‌های تأمین مالی داخلی
روش‌های تأمین مالی داخلی در دو گروه تأمین مالی کوتاه‌مدت و بلندمدت مورد مطالعه قرار می‌گیرد. تأمین مالی کوتاه مدت برای پشتیبانی سرمایه‌گذاری موقت در دارایی‌های جاری مورد استفاده قرار می‌گیرد.

#### روش‌های تأمین منابع مالی کوتاه مدت
اعتبار تجاری: دریافت کالا و پرداخت وجه آن با فاصله زمان
وام‌های بانکی: دریافت وجوه مورد نیاز از بانک‌ها
وام‌های موسسات مالی تجاری: دریافت وجوه مورد نیاز از موسسات مالی
صدور اسناد تجاری: اوراق بهادار قابل مبادله که توسط واحدهای اقتصادی به سایر واحدها، بانک‌ها یا موسسات مالی فروخته می‌شود.

#### ابزارهای ویژه تأمین مالی بلندمدت
ابزارهای ویژه تأمین مالی تأمین مالی بلندمدت عبارت است از:
الف- سهام عادی: دارایی مالی است که بیانگر مالکیت در یک شرکت است.
ب- سهام ممتاز: اوراق بهادار دارای سود ثابت و معین
ج- اوراق قرضه: اخذ وام در قبال صدور اوراق بهادار با نرخ بهره مشخص
د- اوراق مشارکت
ه- اوراق بهادار قابل تبدیل به اوراق مشارکت یا اوراق قرضه:
اوراقی است که سود معین دارد و صادرکننده اوراق قرضه متعهد می‌شود اصل پول و سود را در تاریخ معین پرداخت کند. این اوراق چند کوپن سود دارند که مثلاً هر سه ماه یکبار باید به بانک عامل مراجعه کرد و با تحویل آن بخشی از سود را دریافت کرد.

### انواع روش‌های تأمین مالی خارجی
بحث تأمین منابع مالی مورد نیاز پروژه‌ها از مباحث اصلی انجام پروژه‌ها است. در این میان موضوع جذب منابع مالی خارجی راهکاری مورد توجه برای تأمین مالی پروژه‌های با حجم مالی بالا می‌باشد. در کشوری مانند ایران که نیاز به ساختارهای زیر بنایی دارد، جذب منابع مالی خارجی امری بسیار ضروری است. آنچه به کشورها در جذب منابع خارجی کمک می‌کند وجود ثبات و امنیت در زمینه‌های اقتصادی، سیاسی، قوانین و مقررات و عوامل و زمینه‌های مورد توجه هر صنعت و کشور برای جذب منابع خارجی می‌باشد. تأمین مالی می‌تواند در حالت کلی به دو شکل استقراض از بانک‌های خارجی یا موسسات مالی بین‌المللی یا به شکل سرمایه‌گذاری خارجی باشد. در ادامه روش‌های مختلف تأمین مالی خارجی بررسی می‌شود.

#### روش‌های قرضی (استقراضی)
در روش‌های استقراضی کشور سرمایه‌پذیر وامی را از کشور یا مؤسسه وام‌دهنده دریافت می‌کند و مکلف است که در سررسیدهای مقرر اقساط را بپردازد. در این نوع روش‌ها کشور یا مؤسسه وام‌دهنده هیچ‌گونه ریسکی را نمی‌پذیرد و تمام ریسک‌ها متوجه وام‌گیرنده است؛ روش‌های قرضی که می‌توان از آن‌ها به عنوان وام نام برد عمدتاً با تضمین بازپرداخت همراه می‌باشند وجه مشخصه این روش‌ها آن است که بازپرداخت منابع مالی از سوی دولت یا بانک‌های تجاری تضمین می‌شود.
به عبارت دیگر ریسک برگشت سرمایه متوجه سرمایه‌گذار یا تأمین‌کننده منابع مالی نیست و دریافت‌کننده منابع مالی از طریق ضامن که همان دولت یا بانک تجاری می‌باشد، ضمانت نامه‌ای مبنی بر تعهد بازپرداخت منابع در سررسید یا تعهد جبران خسارت بر اثر قصور دریافت‌کننده منابع به تأمین‌کننده منابع مالی ارائه می‌کند.
کلیه وام‌های تضمینی خارجی، تسهیلات اعتباری و فاینانس و … که توسط بانک‌های بین‌المللی، سازمان‌های پولی و مالی غیر بانکی، بانک جهانی، بانک‌های توسعه‌ای و منطقه‌ای مانند توسعه اسلامی، سایر موسسات مالی و حتی دولت‌ها ایجاد می‌شود، در این طبقه‌بندی جای می‌گیرند. منابع مالی موضوع این طبقه‌بندی بخاطر تضمینی که بر آن مترتب است در تراز پرداخت‌های کشور به عنوان بدهی دولت و سیستم بانکی تلقی می‌شوند.

## فاینانس
قراردادهای فاینانس بدین مفهوم هستند که یک بانک یا مؤسسه تجاری خارجی وامی را به منظور عملیات معینی به کشور یا شرکت مشخصی پرداخت کرده و در واقع کنترلی روی هزینه کردن آن ندارد و بنابراین تعهدی نیز برای به ثمر نشستن طرح نداشته و در سررسیدهای تعیین‌شده‌ای اصل و فرع آن را از طرف قرارداد یا بانک تضمین‌کننده قرارداد دریافت می‌کند.
روش فاینانس یک روش کوتاه‌مدت انتقال سرمایه به کشور است، زیرا پس از فرارسیدن موعد بازپرداخت وام، می‌بایست اصل سرمایه به همراه سود آن برگشت داده شود؛ بنابراین مهم‌ترین شرط در دریافت وام ارزی، تخصیص آن به طرح‌هایی است که دارای توجیه اقتصادی بوده و نرخ بازگشت سرمایه معقولی را داشته باشند.
به‌طور کلی دو روش شامل فاینانس خودگردان و غیر خودگردان برای تأمین مالی پروژه‌ها مورد استفاده قرار می‌گیرد. در روش خودگردان، شرکت دریافت‌کننده اعتبار باید توانایی صدور کالا برای بازپرداخت اقساط تسهیلات به صورت ارز را داشته باشد.
اما در روش فاینانس غیرخودگردان، سرمایه لازم برای اجرای پروژه اقتصادی مشخص، توسط مؤسسه اعتباری یا بانک عامل خارجی تأمین می‌شود. مدت استفاده از منابع در این روش حدود ۱۰ الی ۱۲ سال است و نرخ بهره سالانه آن‌ها بر حسب شرایط اقتصادی و ریسک کشور تعیین می‌شود که حدود ۱ الی ۴ درصد بیشتر از نرخ بهره بین بانکی لندن (لایبور) می‌باشد.

## یوزانس
یوزانس در اصطلاح سرمایه‌گذاری به معنی توافق بر پرداخت قیمت فناوری و تجهیزات دریافت شده در قبال ارائه برای مدت‌دار می‌باشد.
یکی از روش‌های استقراض کوتاه‌مدت، یوزانس (ورود کالا و خدمات به شکل نسیه) می‌باشد که معمولاً بازارهای پولی و مالی کشورهای صنعتی برای حمایت از فروش تولیدات کشور خود آن را تأمین یا تضمین می‌کنند و از بدترین نوع استقراض به‌ویژه برای استقراض در حجم زیاد به حساب می‌آید.
زیرا زمان بازپرداخت این نوع از استقراض‌ها بسیار کوتاه‌مدت بوده و معمولاً حتی در صورت تبدیل آن‌ها به سرمایه تولیدی فرصت کافی برای به گردش درآمدن چرخه تولید همان سرمایه وجود ندارد و بنابراین کشور متعهد، مکلف است از سایر منابع مالی خود برای تأمین بازپرداخت وام اقدام کند که این امر موجب می‌شود که در کوتاه‌مدت منابع مالی کشور وام‌گیرنده به شدت تحت فشار قرار گیرد.
معمولاً هزینه‌های مالی این نوع از استقراض‌ها سنگین بوده و تأمین‌کننده این منابع تضمین‌های کافی برای برگشت اصل و فرع را از طریق دولت‌ها مطالبه می‌کند.

## خطوط اعتباری
در این حالت دریافت‌کننده خط اعتباری بدون پرداخت هیچ‌گونه پولی اجازه می‌یابد به اندازه معینی از تولیدات یا خدمات اعطاکننده خط اعتباری استفاده کرده و مطابق توافقات قبلی اقدام به بازپرداخت آن کند.

## وام‌های بین‌المللی
این روش به برقراری مشروط و مشخص برای استفاده از وام و اعمال کنترل مؤسسه وام‌دهنده بر نحوه هزینه شدن وام در زمان اجرای پروژه برمی‌گردد. در این گونه موارد می‌بایست مطالعات امکان‌سنجی الزام شده توسط وام‌دهنده به انجام رسیده و توجیه فنی و اقتصادی پروژه مورد قبول وی قرار گیرد.
سایر روش‌ها عبارتند از:
BOT (ساخت، بهره‌برداری، واگذاری)
BOO (ساخت، بهره‌برداری، مالکیت)
BLT (ساخت، اجاره، انتقال)
BLO (ساخت، اجاره، بهره‌برداری)
DBOM (طراحی، ساخت، بهره‌برداری، نگهداری)
ROT (احیاء، بهره‌برداری، انتقال)
ROO (احیا، بهره‌برداری، مالکیت)

### روش‌های غیر قرضی (سرمایه‌گذاری)
در روش‌های غیر قرضی برگشت اصل و سود از سوی سیستم بانکی یا دولت تضمین نمی‌شود و ریسک برگشت سرمایه و منابع به عهده سرمایه‌گذار است. روش‌های غیر قرضی همان روش‌های سرمایه‌گذاری هستند. در روش سرمایه‌گذاری تأمین‌کننده منابع مالی (سرمایه‌گذار) با قبول ریسک ناشی از به‌کارگیری منابع مالی در فعالیت یا طرح مورد نظر، برگشت اصل و سود منابع سرمایه‌گذاری شده را از عملکرد اقتصادی طرح انتظار دارد.
تأمین مالی از هر منبعی و از هر روشی موجب بدهکار شدن شرکت به اعضای خارج از آن می‌شود. البته لازم است به این نکته توجه شود که بدهکار بودن تا نسبت مناسبی از سرمایه شرکت معمولاً یک مزیت برای آن شرکت محسوب می‌شود. هر چه میزان نرخ بازده مورد نظر بدهکاران خارج از شرکت کمتر باشد، بدهی شرکت کمتر خواهد بود. برای اینکه این نرخ بازده در حد معقول و نه خیلی زیاد باشد، صاحب سرمایه باید نسبت به برآورده شدن حداقل سود مورد نظر خود مطمئن باشد. این سطح اطمینان به عنوان ریسک شناخته می‌شود. هرچه ریسک شرکت کمتر باشد، نرخ بازده مورد انتظار وام دهنده یا سرمایه‌گذار کمتر می‌شود. در بهترین شرایط این نرخ ۲ تا ۳ درصد بیشتر از اوراق قرضه دولت در آن مقطع زمانی است. البته صندوقهای حمایتی و سرمایه‌گذاری ریسک پذیر با نرخهای پایین‌تر نیز اقدام به اعطای وام می‌کنند. برای مثال صندوقهای سرمایه‌گذاری ریسک پذیر با اعطای سرمایه‌های زمانبندی شده به فرد کارآفرین از او حمایت می‌کنند و در صورت شکست طرح تقاضای ضرر و زیان یا هزینه‌های انجام گرفته تا آن مقطع را نمی‌کنند. خوشبختانه در کشور ما این صندوقها در مراحل اولیه فعالیت خود هستند. لیست صندوقهای حمایتی و منابع مختلف تأمین مالی در بانک اطلاعاتی موجود است و حوزه کار آن‌ها نیز معرفی شده‌است.

## تأمین مالی در بنگاه‌های کوچک و متوسط
دسترسی به دارایی مالی برای بنگاه‌های کوچک و متوسط بسیار دشوار است ونهادهای مالی و قانونی نقش مهمی در رابطه با این محدودیت بازی می‌کنند.
منابع سرمایه‌ای برای آن‌ها شامل:
1. درآمد تقسیم نشده، پذیره‌نویسی داخلی
2. بانک‌ها
3. فروش سهام، دارایی خالص
4. اعتبار تجاری، کارت اعتباری، توسعه پذیره نویسی، اجاره داری
5. سهم شرکت از دارایی خارجی

حدود ۱/۴ بنگاه‌های کوچک بیش از ۱۰٪ منابع مالی خود را از اعتبارات تجاری به دست می‌آورند. حدود ۴۰٪ آنهاسهم کسانی از بانک‌های تجاری محلی به دست می‌آورند. در واقع بنگاه‌های کوچک و متوسط از دارایی خارجی به خصوص دارایی بانک استفاده کمتری می‌کنند. این بنگاه‌ها بیشتر از همه از پشتیبانی حق مالکیت بر حسب دستیابی به منابع رسمی دارایی‌های خارجی به خصوص دارایی بانک سود می‌برند.